# Comunidade quilombola Kalunga
A Comunidade Quilombola Kalunga  é uma comunidade reconhecida desde 1991, dois anos após a criação do estado de Tocantins, como Comunidade remanescente de quilombolas e como Sítio Histórico e Patrimônio Cultural, pelo governo de Goiás, por meio da Lei Estadual n. 11.409/1991. 

## História
A Comunidade está situada entre os estados de Goiás e Tocantins. Devido à divisão territorial desses estados, em 1989, os Kalunga de Goiás pertencem aos municípios de Cavalcante, Teresina, e Monte Alegre de Goiás, e os Kalunga de Tocantins, aos municípios de Arraias e Paranã.  
A Comunidade Quilombola Kalunga  engloba os municípios de Cavalcante, Teresina de Goiás e Monte Alegre de Goiás, na região da Chapada dos Veadeiros, nordeste do estado de Goiás e Arraias e Paranã no sudeste do Tocantins. São 262 mil hectares, dos quais apenas 79 mil estão titulados definitivamente.
Nele, residem 39 comunidades quilombolas, que se fixaram na região entre os séculos XVIII e XIX, a partir de 1722, fugidas da escravidão nas minas de ouro na região. Aqui conseguiram se isolar por muito tempo e passaram a desenvolver sua própria autonomia e subsistência, sofrendo poucas influências externas em seu modo de vida.

## Reconhecimento
1991 - Reconhecida como Comunidade quilombola em Cavalcante, Teresinha e Monte alegre de Goiás 
2000 - Reconhecida como Comunidade quilombola em Tocantins 